# Hijazupproret
Hijazupproret ägde rum i den då osmanska provinsen Hijaz på arabiska halvön mellan 1854/1855 och 1856.
Upproret ägde rum mellan den lokala oppositionen under ledning av Abd al-Muttalib ibn Ghalib, sharif av Mecka, och Osmanska riket, representerat av den osmanska guvernören Kâmil Pascha. 
Upproret utlöstes slutgiltigt av den osmanska lagen 1854 års firman, eftersom ett förbud av slavhandel ansågs bryta mot den islamiska sharia-lagen, men sprang också ur en långvarig konflikt mellan den osmanska överhögheten och det lokala självstyret. Den resulterade i att Hijaz undantogs från att följa lagen 1857 års firman mot slavhandel. Spänningarna kvarstod dock länge och ledde till Jeddahmassakern 1858.  Osmanska riket återfick inte fullständig kontroll förrän 1869.